# James Glancy
James Alexander Glancy, né en août 1982 à Redhill (Royaume-Uni), est un militaire, animateur de télévision et homme politique britannique, député européen de 2019 à 2020.

## Biographie
Glancy étudie l'histoire au St Anne's College à Oxford,. Il est capitaine de son équipe universitaire de boxe. Ses études sont financées par les Royal Marines.
Glancy est pendant dix ans officier des commandos des Royal Marines et du Special Boat Service (SBS).
Glancy sert en Afghanistan à trois reprises.

## Décorations
- 2013 : Conspicuous Gallantry Cross "en reconnaissance de sa vaillance et de ses services distingués en Afghanistan pendant la période du 1er avril 2012 au 30 septembre 2012"[5].